# Selina Grotian
Selina Grotian, född 25 mars 2004 i Garmisch-Partenkirchen, är en tysk skidskytt som debuterade i Världscupen i skidskytte 18 mars 2023. . Grotian var mycket framgångsrik som junior med ett tiotal medaljer från junior-VM. 